# Man lebt nur einmal
Man lebt nur einmal é um filme de comédia da Alemanha Ocidental de 1952 dirigido por Ernst Neubach e estrelado por Theo Lingen, Marina Ried e Rudolf Platte. Foi um remake do filme de 1931 Der Mann, der seinen Mörder sucht.
Foi filmado no Spandau Studios, em Berlim. Os cenários do filme foram desenhados por Emil Hasler e Walter Kutz.

## Elenco parcial
- Theo Lingen como Robert Heinemann
- Marina Ried como Kiki Marshall
- Rudolf Platte como Thomas
- Lisa Stammer como Lilian
- Paul Hörbiger como Karl Heinemann
- Siegfried Breuer como Rollincourt
- Wolfgang Neuss como Boxer-Willy
- Erich Fiedler como Nat Pinkerton
- Klaus Günter Neumann como Heinrich
- Ruth Stephan como Srta. Rosa